# Laura Ramsey
Laura Ramsey, född 14 november 1982 i Brandon i Wisconsin, är en amerikansk film- och tv-skådespelerska samt fotomodell.
Ramsey föddes i Brandon i Wisconsin, där hon gick på Laconia High School för att sedan flytta till Los Angeles för att försöka jobba som skådespelerska. Hon blev "upptäckt" när hon serverade på en restaurang på Sunset Boulevard.

## Karriär
Ramseys första filmjobb blev i en verklighetsbaserad film, The Real Cancun filmad 2003, där hon har sex med en av skådespelarna framför kameran. Ett flertal artiklar cirkulerade i hennes lilla hemstad i Wisconsin och rykten spreds om att hennes familj skulle ha fryst ute henne. Hon hade även en liten roll som Natalie Day i filmen The days. Hon har också spelat en roll i filmen (The Covenant)och en tv-serie som visades på ABC under 2004. Laura spelade rollen som Olivia i filmen She's the Man, tillsammans med Amanda Bynes och Channing Tatum.
Under oktober 2008 spelade hon en karaktär vid namn Joy i ett avsnitt av serien Mad Men ("The Jet Set").

## Filmografi (i urval)
- 2003 – The Real Cancun (som sig själv)
- 2005 – Lords of Dogtown
- 2005 – Venom
- 2006 – She's the Man
- 2006 – Pakten
- 2008 – The Ruins
- 2009 – Shrink - Fallet doktor Carter
- 2009 – Middle Men
- 2010 – Somewhere
- 2011 – Kill the Irishman
- 2012 – Hirokin
- 2012 – No One Lives
- 2013 – Are You Here
- 2013 – Pulling Strings
- 2015 – Hindsight (TV-serie) (10 avsnitt)